# Ally Sylla
Ally Sylla – gwinejski piłkarz grający na pozycji napastnika. W swojej karierze grał w reprezentacji Gwinei.

## Kariera reprezentacyjna
W 1976 roku Sylla został powołany do reprezentacji Gwinei na Puchar Narodów Afryki 1976. Wystąpił w nim w dwóch meczach: grupowym z Egiptem (1:1) oraz w grupie finałowej z Nigerią (1:1). Z Gwineą wywalczył wicemistrzostwo Afryki.